# Extrasolar Planets Encyclopaedia
L'Extrasolar Planets Encyclopaedia és una pàgina web d'astronomia, fundada a París (França) a l'Observatori Meudon. Va ser creada per Jean Schneider el febrer de 1995, i manté una base de dades de tots els planetes extrasolars coneguts i candidats, amb "notes" individuals per a cada planeta i un catàleg interactiu. Tot sovint s'actualitzen les pàgines amb noves dades de publicacions i conferències revisades.